# Dżafar Muhammad an-Numajri
Dżafar Muhammad an-Numajri, arab. ‏جعفر محمد النميري‎ (ur. 1 stycznia 1930 w Wad Nubawi w Omdurmanie, zm. 30 maja 2009 w Chartumie) – prezydent Sudanu od 25 maja 1969 do 6 kwietnia 1985 roku. 

## Życiorys
Urodził się w Wad Nubawi w Omdurmanie w centralnym Sudanie. W 1948 roku został tymczasowo usunięty ze szkoły średniej za udział w strajku szkolnym przeciwko rządom brytyjskim. W 1952 roku ukończył Sudan Military College. Znalazł się wówczas pod dużym wpływem idei Gamala Abdela Nasera i Wolnych Oficerów, którzy w tym samym roku przejęli władzę w Egipcie.  Pełnił rolę dowódcy garnizonu w Chartumie i uczestniczył w kampaniach przeciwko rebeliantom w południowym Sudanie. W trakcie służby przystąpił do Ruchu Wolnych Oficerów, spisku mającego na celu obalenie rządu. W latach 60. został wysłany do Stanów Zjednoczonych, gdzie w 1966 roku ukończył U.S. Army Command College w Fort Leavenworth w stanie Kansas. 

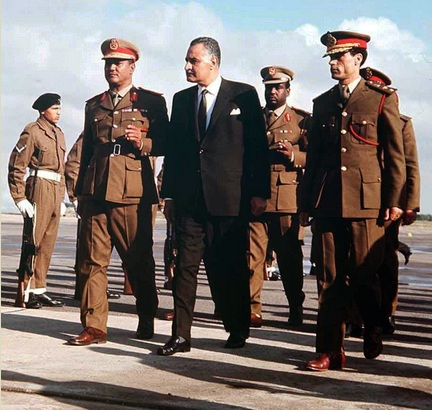
Mu’ammar al-Kaddafi, Gamal Abdel Naser i Numajri na lotnisku w Trypolisie w 1969 roku

25 maja 1969 roku wraz ze współpracownikami obalił cywilny reżim Isma’ila al-Azhariego. Po sukcesie puczu został awansowany do stopnia generała, objął urząd premiera, ministra obrony i przewodniczącego Rady Dowództwa Rewolucji. W skład Rady weszli zarówno politycy z północy i południa kraju. Duże wpływy w niej posiadali działacze wiązani z marksizmem. Zrewoltowane wojsko aresztowało prominentów dotychczasowego reżimu i odesłało na przymusową emeryturę starszych oficerów. W polityce wewnętrznej ogłoszone utworzenie „republiki demokratycznej“ i rozwój „socjalizmu sudańskiego“. Zawieszono tymczasową konstytucję, zniesiono instytucje rządowe i zakazano działalności partii politycznych. Rozpoczął kampanię laicyzacji, rozdziału państwa i religii, sekularyzacji szkół i ograniczania wpływów konserwatywnego duchowieństwa. W polityce gospodarczej Rada znacjonalizowała wiele gałęzi przemysłu i sektor bankowy. 
Pod koniec 1969 roku an-Numajri w Trypolisie spotkał się z przywódcami wojskowych rządów Libii Mu’ammarem al-Kaddafim i Egiptu Gamel Abdelem Nasarem, by omówić z nimi możliwość współpracy swoich krajów. Sudan utrzymywał w tym czasie bliskie relacje zarówno z Egiptem i Libią, doszło ponadto do zbliżenia do Iraku, Syrii oraz ZSRR.
W marcu 1970 roku rozbił rewoltę prawicową zorganizowaną przez zwolenników imama Sadika al-Mahdiego. Po upadku rewolty lider powstańców udał się na wygnanie. Rok później prawicowcy utworzyli koalicję Ansar, która podjęła się kolejnej próby odsunięcia wojskowych od władzy. Również ta rebelia nie powiodła się, a jej inicjatorzy zostali schwytani przez siły rządowe. Po uporaniu się z opozycją prawicową, junta an-Numajriego rozpoczęła rozprawę z elementami marksistowskimi. An-Numajri rozpoczął usuwanie marksistów z rządu a w następnym roku zakazał działalności części komunistycznych związków zawodowych i innych organizacji społecznych. W marcu 1971 roku utworzył Sudański Związek Socjalistyczny, który objął w kraju monopartyjne rządy. Tym samym uderzono w dotychczas sprzymierzoną Sudańską Partię Komunistyczną, której liderów aresztowano. 
Pomimo usilnych prób rozbicia ruchu komunistycznego, partia komunistyczna utworzyła podziemne struktury. 19 lipca 1971 roku grupa sympatyzujących z komunistami wojskowych przeprowadziła pucz. Za organizację zamachu stanu odpowiedzialny był major Haszim al-Ata. W wyniku puczu an-Numajri został uwięziony przez zbuntowanych wojskowych i chwilowo utracił władzę. Do jego odbicia doszło 22 lipca, gdy wierne mu jednostki aresztowały al-Atę i jego sojuszników. An-Numajri za inspirację zamachu oskarżył partię komunistyczną – nakazał on aresztować setki komunistów i opozycyjnych wojskowych. Niektórzy z aresztowanych zostali straceni.  W następstwie puczu An-Numajri wydalił wschodnioniemieckich doradców do spraw bezpieczeństwa oraz potępił Związek Radziecki i jego sojuszników za przychylność wobec zamachu stanu. W kolejnych latach zbliżył się do USA, które zaoferowały Sudanowi dostawy broni.
Po pokonaniu puczystów an-Numajri kontynuował swoje zobowiązania co do ustanowienia państwa socjalistycznego. Tymczasowa konstytucja opublikowana w sierpniu 1971 roku, zdefiniowała kraj jako „demokrację socjalistyczną“. Konstytucja rozwiązywała Radę Dowództwa Rewolucji, jej rolę miał przejąć prezydent. We wrześniu tego samego roku an-Numajri został wybrany na prezydenta. W plebiscycie za jego kandydaturę opowiedziało się 98,6 procent głosów (według oficjalnych wyników).
Zaangażował się w rozwiązanie konfliktu z południem. 27 marca 1972 roku podpisał w Addis Abebie porozumienie z przedstawicielami tej części kraju. W wyniku umowy nadano autonomię wewnętrzną Sudanowi Południowemu. Dzień podpisania paktu był następnie obchodzony jako Dzień Jedności Narodowej. Członkowie rządu niechętni porozumieniu zostali zdymisjonowani. Kończąc spór na południu kraju, junta przystąpiła do stabilizacji północy kraju. Prezydent prowadził politykę decentralizacji administracji, a klasę urzędniczą oparł na osobach wywodzących się z obszarów miejskich, gdzie poglądy lewicowe były najbardziej widoczne. Jednocześnie Chartum potwierdził szczególną pozycję islamu, szariat uznano za źródło wszystkich aktów prawnych. 
W sierpniu tego samego roku uformował Konstytuantę która miała opracować nową konstytucję. Dokument państwowy został upubliczniony w maju 1973 roku. Przewidywał on kontynuację rządów prezydenckich, wsparcie dla autonomii regionalnej na południu. Islam wedle ustawy stał się religią państwową Sudanu, niemniej jednak chrześcijaństwo zostało uwzględnione w konstytucji jako religia wielu obywateli Sudanu.
Na przestrzeni lat 1973 i 1974 wzrosło niezadowolenie z rządów junty (także pośród żołnierzy). Rząd stał się niepopularny szczególnie pośród islamskich konserwatystów którzy uznali porozumienie z południem za zdradę. W 1973 i 1974 roku doszło do dwóch nieudanych prób zamachu stanu. W kraju wybuchły strajki islamistycznych i lewicowych studentów. We wrześniu 1974 roku an-Numajri zareagował na niepokoje, ogłaszając stan wyjątkowy. Stan został wykorzystany przez prezydenta do aresztowań pośród dysydentów i czystki w armii. W 1974 roku utworzony został Front Narodowy powiązany ze środowiskiem Sadika al-Mahdiego. W lipcu 1976 roku członkowie ruchu zainspirowali kolejną próbę puczu. Wsparty przez Libię zamach został stłamszony, a ponad 700 rebeliantów zginęło. W wyniku kolejnych represji do więzień trafiło dziesiątki dysydentów i przywódców religijnych. Pomimo niepokojów, w wyborach w 1977 roku an-Numajri został wybrany na drugą kadencję.
W połowie lat 70. wprowadził szereg inicjatyw mających na celu rozwój rolnictwa i przemysłu w Sudanie, zaprosił zagraniczne firmy do poszukiwań w kraju ropy naftowej.
Nieudany pucz w 1976 roku otworzył drogę do pojednania między juntą a Frontem Narodowym. Na początku 1977 roku, urzędnicy rządowi spotkali się z opozycją w Londynie. W następstwie konferencji doszło do spotkania an-Numajriego i al-Mahdiego. Obaj przywódcy podpisali umowę zakładającą rozwiązanie Frontu Narodowego w zamian za przywrócenie swobód obywatelskich, reformę samorządową, uwolnienie więźniów politycznych i potwierdzenie niezaangażowania w polityce zagranicznej. W następstwie pojednania, rząd uwolnił około 1000 więźniów i udzielił amnestii al-Mahdiemu. Wielu byłych zwolenników Frontu Narodowego przystąpiło do rządzącej monopartii. Do kraju powrócił też lider islamistów, Hasan at-Turabi, który został uwięziony po rewolucji majowej i zesłany na wygnanie. W lutym 1978 roku odbyły się wybory parlamentarne, które okazały się sukcesem niezależnych powiązanych z konserwatywnym islamem. Klęska wyborcza przyczyniła się do zaostrzenia kursu junty i wstrzymania procesu demokratyzacji.

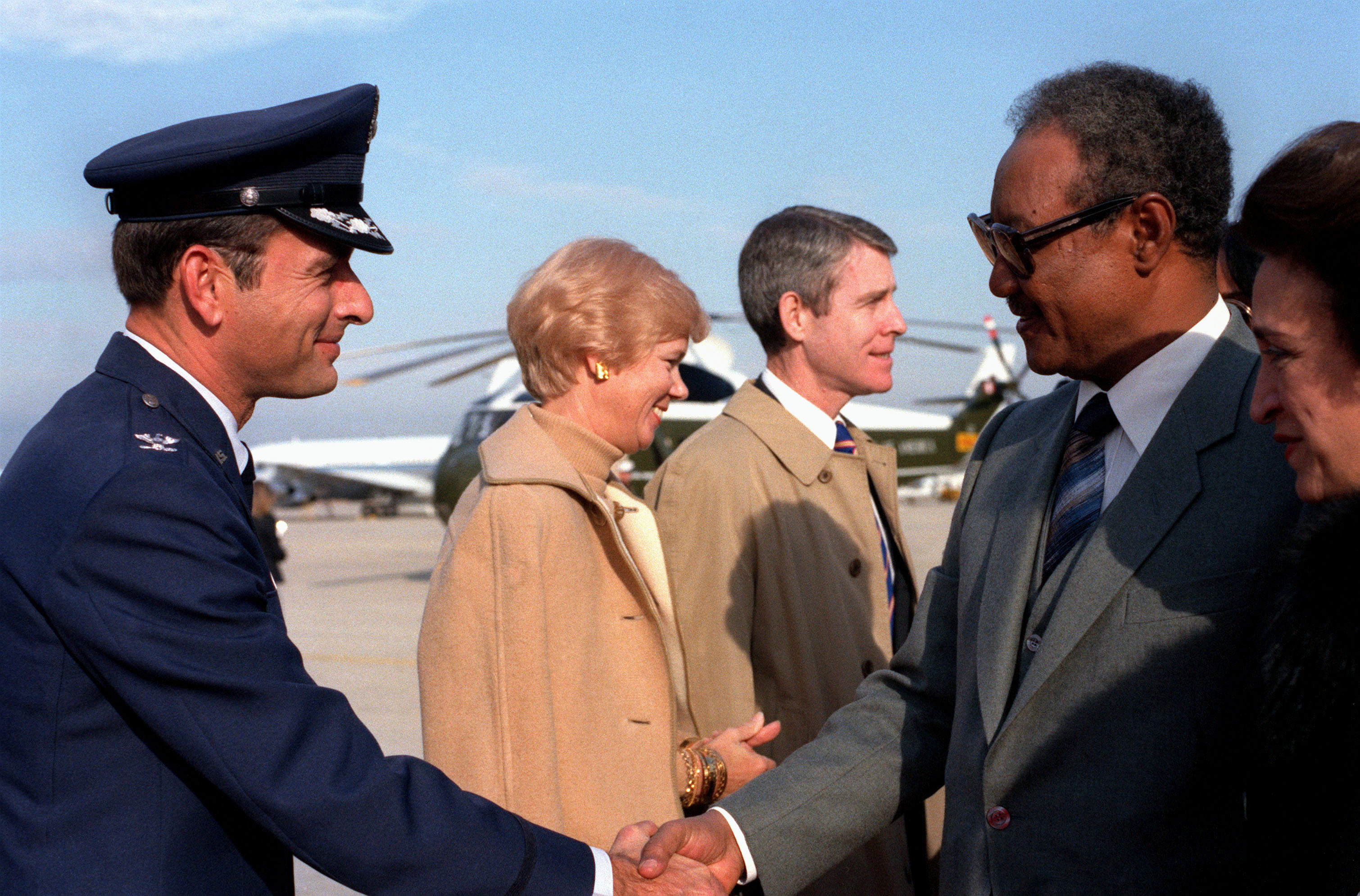
An-Numajri w trakcie wizyty w Stanach Zjednoczonych w 1983 roku

W połowie 1983 roku na południu kraju utworzona została Ludowa Armia Wyzwolenia Sudanu. Frakcja ta reprezentowała interesy nieislamskiej ludności kraju. Prezydent sprzeciwiał się niepodległościowym dążeniom południowców, co doprowadziło do wybuchu II wojny domowej. Partyzantów wsparł oraz zezwolił na utworzenie baz na terenie własnego kraju prezydent Etiopii Mengystu Hajle Marjam, co było między innymi odpowiedzią na wsparcie sudańskie dla erytrejskich separatystów. 
W reakcji na rebelię, we wrześniu 1983 roku rozpoczął proces islamizacji kraju. Szariat ogłoszono podstawą sudańskiego systemu prawnego, co spowodowało jeszcze większą niechęć na południu, ale także wśród zsekularyzowanych muzułmanów. Trwająca na południu wojna przyczyniła się do stałego wzrostu kosztów żywności i benzyny. W 1984 roku prezydent ogłosił stan wyjątkowy, który dał specjalne uprawnienia wojsku.  Na początku 1985 roku w Chartumie wybuchł strajk generalny. 6 kwietnia tego samego roku, w trakcie pobytu an-Numajriego w Stanach Zjednoczonych, grupa wojskowych przeprowadziła zamach stanu. W wyniku puczu tymczasowo władzę objął porucznik Abd ar-Rahman Siwar az-Zahab. Obalony prezydent schronił się w Egipcie.
Wrócił do Sudanu w maju 1999 roku. W 2000 roku wystartował w wyborach przeciwko urzędującemu prezydentowi Umarowi al-Baszirowi, uzyskał 9,6% głosów. Numajri zmarł w swoim domu w Omdurmanie 30 maja 2009 roku.